# Болница Кошан
Болница Кошан (фр. Hôpital Cochin) или Болничка група Кошен једна је од многобројних јавних здравствених установа Париза и једна од 50 установа у систему Assistance publique - Hôpitaux de Paris, и болнички центар за медицинску обуку и истраживање Универзитета у Паризу (фр. Unité de formation et de recherche de médecine de l'Université de Paris). Болница је посебно опремљена пријемном службом за хитне случајеве (одраслих) и породилиштем.

## Назив и заштита
Болница је добила име „Кошан”, 1802. године по Жану-Денису Кошану (1726–1783), пароху цркве Saint-Jacques-du-Haut-Pas и оснивачу болнице за сиромашне и раднике.
Болница је сврстана у „културно историјски споменик“ Париза од 1931. године.

## Положај и организационе јединице
Болница Кошан се налази на адреси  27. rue du Faubourg-Saint-Jacques у  14. арондисману Париза. Болницу Кошан чине четири организационе јединице које се налазе у објектима у центру Париза:
Hôpital Cochin — на адреси 27 rue du faubourg Saint-Jacques (у 14. арондисману)
Hôpitaux Cochin — Port-Royal   — на адреси 123 boulevard du Port-Royal (у 14. арондисману). Ова болница се бави гинеколошким и акушерским функционалним прегледима, неонатологијом, ендокриним и метаболичким поремећајима, хистологијом, ембриологијом и репродуктивном биологијом, болестима зависности у трудноћи и лечењем хитних стања у гинекологији и акушерству.
Hôpitaux Cochin — Hôpital Tarnier — на адреси 89 rue d’Assas (у 6. арондисману) У овој болницие смештена је спортска медицина, центар за лечење болова, дневна болнице и центра за дерматолошке консултације.
Hôpitaux Cochin — Centre Cassini — на адреси 8 bis rue Cassini (у 14. арондисману).
- Организационе јединице болнице Кошан
- Улаз у болницу из булевара Port-Royal
- Део болнице Кошан
- Болница Тарние, 89 rue d'Assas
- Одељење за биотехнолошки инкубатор из улице Santé

## Историја
Болничка група Кошан основана је на локацијама са богатом историјом. Све је почело 1625. године, када је позната опатица Angélique Arnauld основала, на крају Faubourg Saint-Jacques, опатију  Port-Royal de Paris и у континуитету опатију Port-Royal des Champs. На овом историјском месту духовности и културе у 17. веку рођен је Јансенистички покрет католичке, у оквиру кога је духовник Антоан Арнолд (1612 – 1694), основао опатије Saint Cyran, Blaise Pascal, Jean Racine, La Rochefoucauld, што је допринели утврђивању светог карактера овог престижног локалитета. Монахиње ће са овог локалитета бити протеране током Револуције, а опатије претворене у затвор. У оквиру овог локалитета у једној од опатија 1795. године основан је први хоспис под називом Hospice des Maternités 
Године 1780. први камен за изградњу хосписа положио је на Saint-Jacques du Haut Pas на иницијативу оца Кошана (Jean Denys COCHIN-а). Хоспис је био смештен у улици Faubourg Saint-Jacques, и имао је  28 кревета. Своје прве пацијенте (углавном жртве грознице) хоспис је примио 1782. године.
Године 1792. самостан Капуцин, смештен на углу улица Faubourg Saint-Jacques и булевара Port-Royal претворен је у „Hôpital des Vénériens“, намењену за лечење сифилиса, праве пошасти унесене у Француску током опсаде Напуља 1494. године. 
Године 1835. ова болница је добила назив Hôpital du Midi, да би 1893. године поново променила име у Hôpital Ricord, по познатом венереологу 19. века. Philippe Ricord-у (1800-1889). У састав комплекса Кошан ова болница је ушла 1905. године. 
Клиника Baudelocque изграђена је 1890. године, а 1966. године изграђено је породилиште Port-Royal. Ова две установе су се спојиле у једну 1993. године. 
Након што су предузети обимни грађевински радови на чишћењу и проширењу новонасталог болничког комплекса. 1910. године срушен је стари хоспис оца Кошана.
Под владавином Луја XV, основана је „болничка клиника“, која је потом добила назив болница Терније, у знак сећања на чувеног акушера Stéphane Tarnier-а (1828 –  1897) који је изумео инкубатор и усавршио рад у акушерству, и њеног који је овој болници 1886. године основао велики центар у Паризу за рађање и бригу о мајкама и деци. Године  1904. године, на врху зграде, на углу улице Assas и авеније Observatoire, свечано је постављен барељеф који подсећа на његово дело. 
Болница Терније је 1946. године транформисана у неонатални центар и опремљена за оно време најбољим техничким средствима. Међутим 1958. године болница је морала да промени своју делатност и од јула 1960. године, у клиници Терније је радило дерматолошко одељење. Болница је у другој половини 20. века ушла у састав болница Кошан као велики дермато-венеролошки центар. Данас у придружен болничкој групи Кошан, један њен део носи име Pavillon Tarnier (у улици d’Assas), у коме је смештена спортска медицина, центар за лечење болова, дневне болнице и центра за дерматолошке консултације.

## Организација
Болница Кошан у свом саставу има:
- 21 клиничко одељење,
- 8 специјалистичких служби за консултације, и подршку
- 24 медицинско-техничка одељења. Болница у просеку обави 43.000 пријема сваке године.

У њој 4.000 запослених користећи своја знања и вештине, у просеку обави 43.000 пријема сваке године. 
Болничка група Кошен своју репутацију дугује комплементарности многих специјалности, укључујући главне специфичности: центар за мајку и дете, остеоартикуларни комплекс, хепато-гастроентеролошки отсек, одељење за АИДС и зависност од дрога. Најсавременије услуге у Кошену подржане су високо ефикасном техничком платформом за: 
- функционална истраживања,
- оперативне захвате
- ендоскопију
- дигиталну радиологију, МРИ, скенер,
- трансфузију
- специјализоване лабораторијске тестове.